# Urszula Augustyn
Urszula Danuta Augustyn (Tarnów; 1 de Setembro de 1964 — ) é um político da Polónia. Ela foi eleito para a Sejm em 25 de Setembro de 2005 com 4890 votos em 15 no distrito de Tarnów, candidato pelas listas do partido Platforma Obywatelska.